# Sygnet

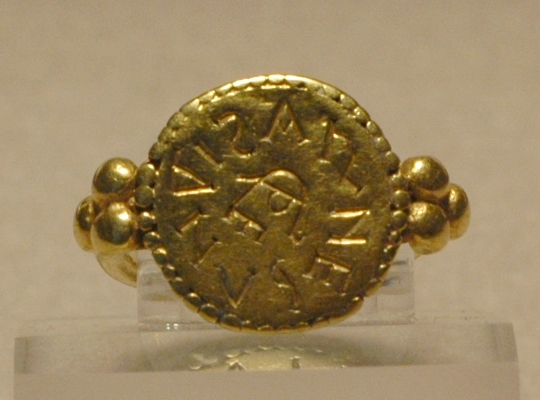
Złoty sygnet z epoki Karolingów (Muzeum Luwru w Paryżu)

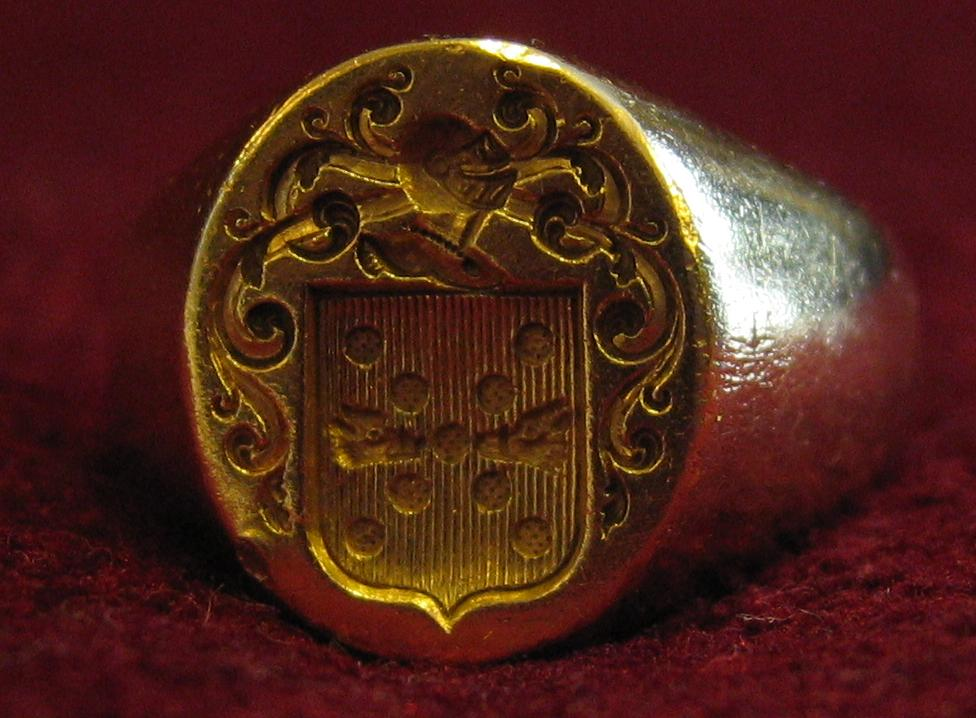
Sygnet herbowy angielski

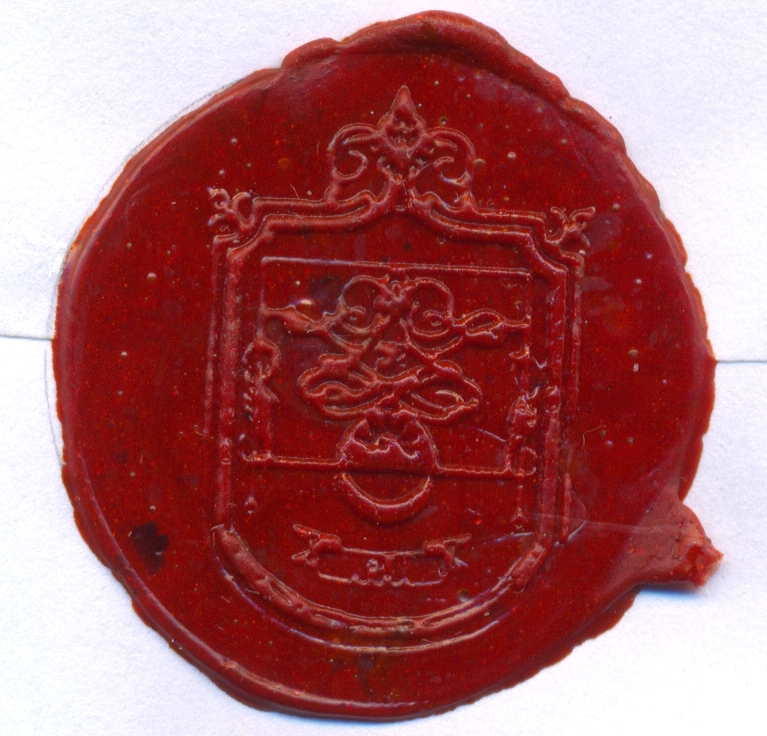
Pieczęć sygnetowa odciśnięta w laku (herb meksykańskiej rodziny Fonseca Padilla)

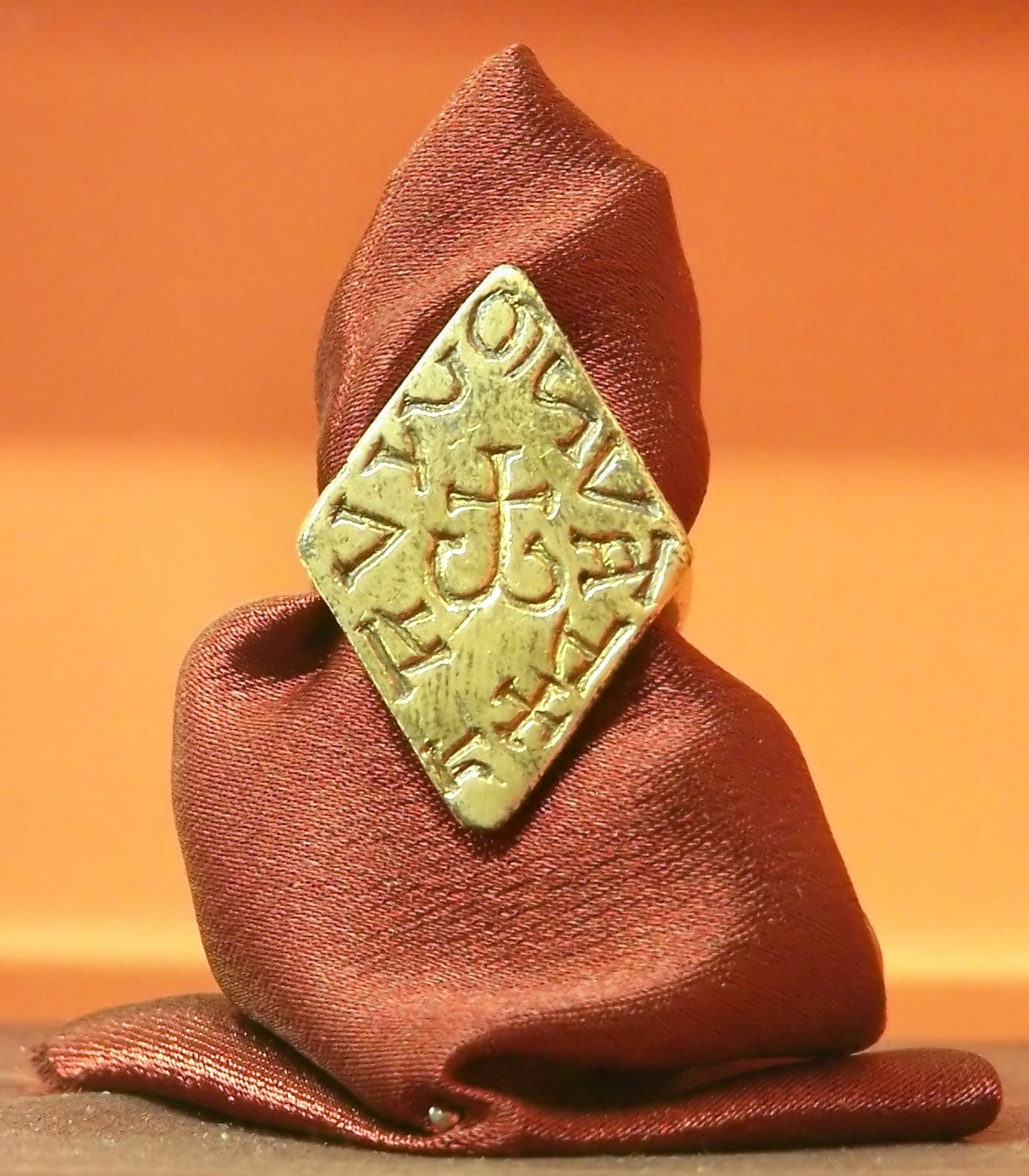
Sygnet pieczętny Świętopełka

Sygnet (fr. signet, łac. signum „znak”) – ozdobny pierścień, przeznaczony głównie dla mężczyzn, służący jako pieczęć do laku. Na oczku ma wygrawerowany wizerunek herbu lub monogram. Współcześnie używany zazwyczaj jako element męskiej biżuterii.

## W historycznej tradycji
Początki sygnetu wiążą się z rzymskim zwyczajem używania pierścienia osobistego (anulus signatoris), którym uwierzytelniano listy. Od XII stulecia używany był przez możnowładców, a później także przez szlachtę do zamykania korespondencji osobistej. Szczególnym przykładem tradycyjnego sygnetu jest pontyfikalny pierścień papieski, znany pod nazwą Pierścienia Rybaka i spełniający funkcję osobistej pieczęci papieża.

## Cechy fizyczne
Oczko sygnetów herbowych wykonane jest na ogół z kamienia szlachetnego, obrabianego w technice intaglio. W Polsce międzywojennej najpopularniejszym materiałem do tego celu był niezbyt twardy i dość łatwy w obróbce krwawnik (minerał ten barwy stalowo-szarej, nazwę swoją zawdzięcza pozostawianiu czerwonawej smugi przy potarciu o papier). Do wyrobu sygnetowych pieczęci stosowano również inne kamienie szlachetne jak dwuwarstwowy onyks czy karneol bądź heliotrop. Ponadto tłoki pieczętne często grawerowane były w metalu, z którego wykonano sam pierścień.

## Cechy użytkowe
W Polsce noszony przez szlachtę na palcu serdecznym lewej dłoni. Zwyczaj angielski nakazuje noszenie sygnetu na małym palcu.
Szczególnie w USA popularne jest noszenie przez mężczyzn sygnetów z symbolami ukończonych prestiżowych szkół lub jednostek wojskowych, w których odbyli służbę.
Wyróżnikiem i cechą niezbędną sygnetu jest jego funkcja jako pieczęci. Potocznie jednak sygnetami nazywa się także męskie pierścienie bez wygrawerowanego znaku właściciela, zwane wówczas „sygnetami ślepymi” albo pogardliwie „ślizgawką”.